# Zaid Nasser
Zaid Nasser ist ein US-amerikanischer Jazz-Altsaxophonist.

## Leben und Wirken
Zaid Nasser ist der Sohn des Bassisten Jamil Nasser (1932–2010) und wurde im Umfeld der New Yorker Jazzszene groß; so spielte er als junger Saxophonist mit Papa Jo Jones, Lou Donaldson und George Coleman. Als Erwachsener arbeitete er dann u. a. mit Cecil Payne, Junior Cook, Jon Hendricks und Harold Mabern. Drei Jahre spielte er in der Band von Calvin Newborn in Memphis (Tennessee), anschließend bei Bill Doggett und bei Panama Francis’ Savoy Sultans. Seit den 1990er Jahren konzertiert er regelmäßig mit eigenem Quartett im New Yorker Jazzclub Smalls; ferner gehört er dem Across 7 Street Septet an und spielte im Frank-Hewitt-Quintett.  Bei Smalls Records entstand auch 2007 sein Debütalbum Escape from New York mit Standards wie Sophisticated Lady und eigenen Kompositionen, gefolgt von Off Minor (2009). Mit zwei Titeln wirkte er 1998 bei der Kompilation Jazz Underground: Live At Smalls mit, erschienen bei Impulse! Records; ferner ist er auf Ned Otters Album The Secrets Inside (2002) zu hören. Gegenwärtig (2019) gehört er dem Chris Byars Sextett an.